# Giovanni Aldobrandini
Giovanni Aldobrandini (Fano, 1525 – Roma, 7 settembre 1573) è stato un cardinale e vescovo cattolico italiano.

## Biografia
Figlio del capostipite della famiglia Aldobrandini, Silvestro (1499-1558), si trasferì con la famiglia nello Stato Pontificio dopo che il partito del padre fu sconfitto da Cosimo I de' Medici, che salì al potere.
Nel 1554 avviò una fulminante carriera che lo portò ad essere vescovo di Imola e cardinale nel 1570.
Fu inoltre prefetto dei Brevi.
Suo fratello minore, Ippolito, fu papa Clemente VIII.

## Genealogia episcopale
La genealogia episcopale è:
- Cardinale Scipione Rebiba
- Cardinale Giovanni Aldobrandini

## Albero genealogico
|                        |              |                         | Genitori             |  |  | Nonni |  |  | Bisnonni               |  |  | Trisnonni                 |  |
|                        |              |                         |                      |  |  |       |  |  | Silvestro Aldobrandini |  |  | Aldobrandino Aldobrandini |  |
|                        |              |                         |                      |  |  |       |  |  | Silvestro Aldobrandini |  |  | Aldobrandino Aldobrandini |  |
|                        |              | Margherita Orlandini    |                      |  |  |       |  |  | Silvestro Aldobrandini |  |  |                           |  |
| Pietro Aldobrandini    |              |                         |                      |  |  |       |  |  | Silvestro Aldobrandini |  |  |                           |  |
|                        |              | Nanna Alberti           | Bernardo Alberti     |  |  |       |  |  |                        |  |  |                           |  |
|                        |              | Nanna Alberti           | Bernardo Alberti     |  |  |       |  |  |                        |  |  |                           |  |
|                        |              | Nanna Alberti           | Giovanna Ricci       |  |  |       |  |  |                        |  |  |                           |  |
| Silvestro Aldobrandini |              | Nanna Alberti           |                      |  |  |       |  |  |                        |  |  |                           |  |
|                        |              | Giorgio Bagliano Flatri | Baliano Flatri       |  |  |       |  |  |                        |  |  |                           |  |
|                        |              | Giorgio Bagliano Flatri | Baliano Flatri       |  |  |       |  |  |                        |  |  |                           |  |
|                        |              | Giorgio Bagliano Flatri | …                    |  |  |       |  |  |                        |  |  |                           |  |
| Lisa Bagliano Flatri   |              | Giorgio Bagliano Flatri |                      |  |  |       |  |  |                        |  |  |                           |  |
|                        |              | Caterina de' Bardi      | Antonio de' Bardi    |  |  |       |  |  |                        |  |  |                           |  |
|                        |              | Caterina de' Bardi      | Antonio de' Bardi    |  |  |       |  |  |                        |  |  |                           |  |
|                        |              | Caterina de' Bardi      | Lisabetta Castellani |  |  |       |  |  |                        |  |  |                           |  |
| Giovanni Aldobrandini  |              | Caterina de' Bardi      |                      |  |  |       |  |  |                        |  |  |                           |  |
|                        | Tommaso Deti | …                       |                      |  |  |       |  |  |                        |  |  |                           |  |
|                        | Tommaso Deti | …                       |                      |  |  |       |  |  |                        |  |  |                           |  |
|                        | Tommaso Deti | …                       |                      |  |  |       |  |  |                        |  |  |                           |  |
| Guido Deti             | Tommaso Deti |                         |                      |  |  |       |  |  |                        |  |  |                           |  |
|                        |              | …                       | …                    |  |  |       |  |  |                        |  |  |                           |  |
|                        |              | …                       | …                    |  |  |       |  |  |                        |  |  |                           |  |
|                        |              | …                       | …                    |  |  |       |  |  |                        |  |  |                           |  |
| Lisa Deti              |              | …                       |                      |  |  |       |  |  |                        |  |  |                           |  |
|                        |              | …                       | …                    |  |  |       |  |  |                        |  |  |                           |  |
|                        |              | …                       | …                    |  |  |       |  |  |                        |  |  |                           |  |
|                        |              | …                       | …                    |  |  |       |  |  |                        |  |  |                           |  |
| …                      |              | …                       |                      |  |  |       |  |  |                        |  |  |                           |  |
|                        |              | …                       | …                    |  |  |       |  |  |                        |  |  |                           |  |
|                        |              | …                       | …                    |  |  |       |  |  |                        |  |  |                           |  |
|                        |              | …                       | …                    |  |  |       |  |  |                        |  |  |                           |  |
|                        |              | …                       |                      |  |  |       |  |  |                        |  |  |                           |  |